# Anti-Jo1
Anti-Jo1 é um autoanticorpo associado a dermatomiosite.